# ハナカケトラザメ
ハナカケトラザメ Scyliorhinus canicula はトラザメ属に属するサメの一種。

## 分布
ノルウェー・ブリテン諸島からセネガル（地中海を含む）の、大陸棚上から大陸斜面最上部で見られる。主に水深数mから400mまでの、砂・礫・泥底に生息する。

## 形態

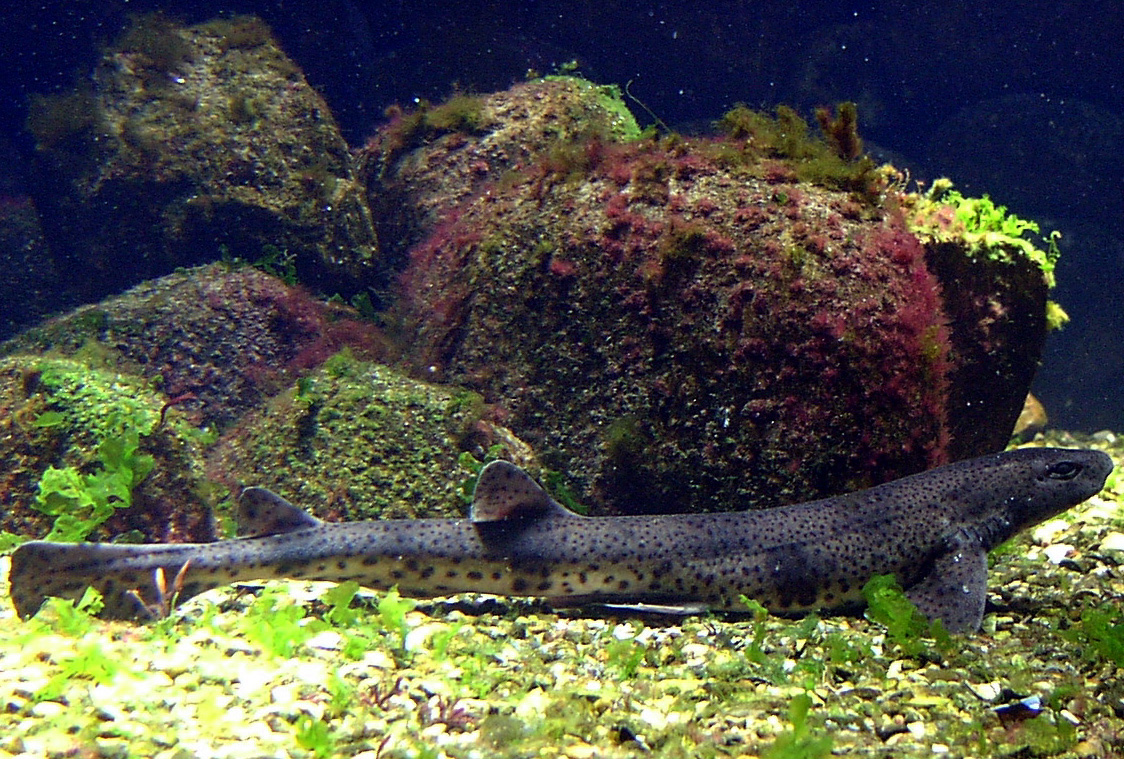
水族館で展示される成体

最大で1m・2kg程度になる。小型で体は細く、頭部は丸い。2基の背鰭は体の後方にあり、尾鰭の方向を向いている。皮膚は粗く、紙やすりのような質感である。鼻孔は吻の腹面にあり、曲がった溝が口まで続く。腹面は明るい灰白色。背面は灰褐色から黄褐色で、暗褐色から黒の無数の小さい斑点がある。雌より雄の方が歯が大きい。西アフリカの雄個体は、顎が強くて大きく、よく石灰化している。これは、繁殖行動への適応や、摂餌傾向によって説明できると考えられる。

## 生態

### 繁殖

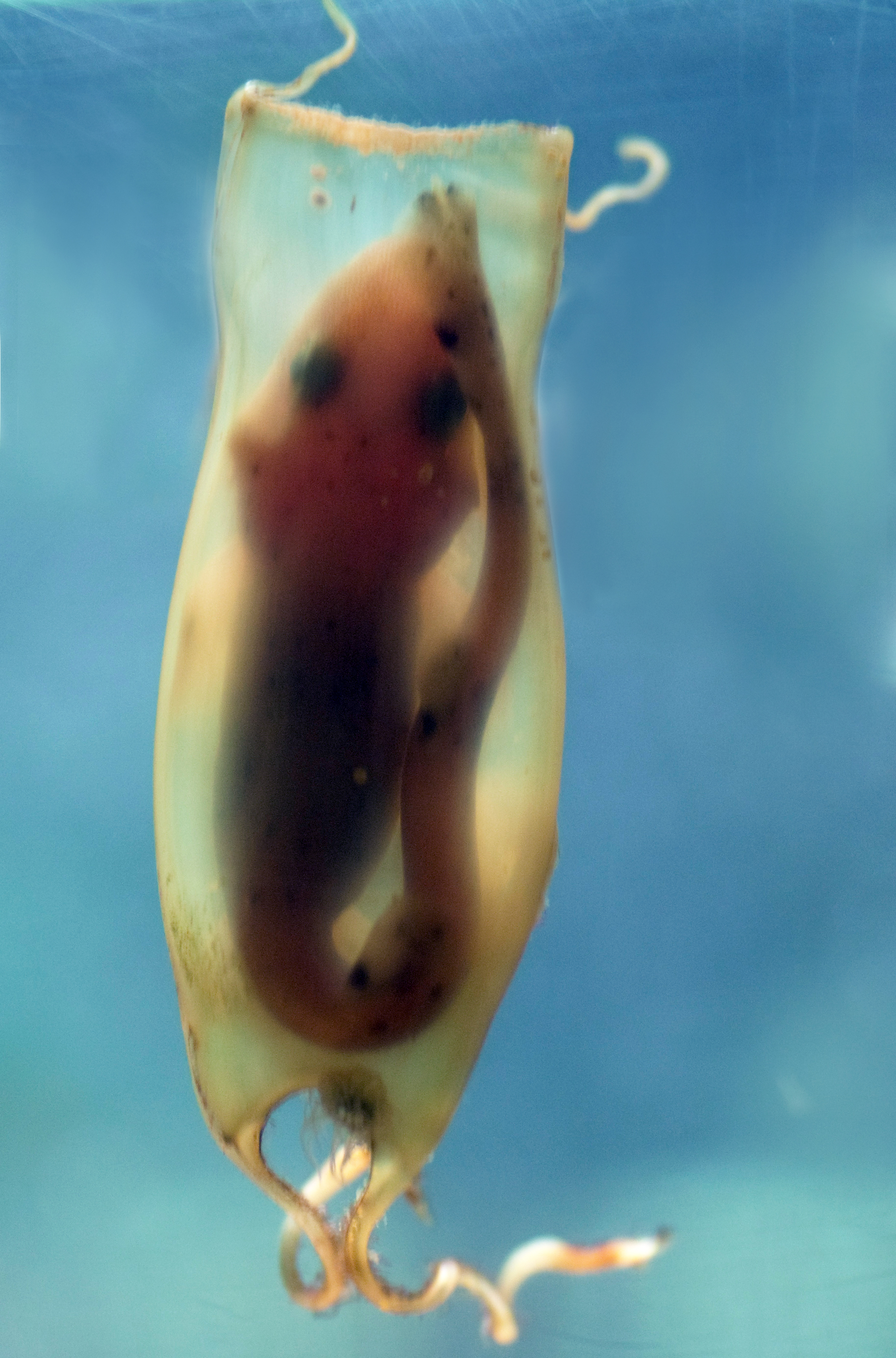
成熟した胎児

卵生である。卵は角質の卵殻に包まれ、長い巻きひげを持つ。ほとんどは浅海の大型海藻に産み付けられるが、深い場所にあるヤギ類などの無脊椎動物に産み付けられる場合もある。大きさは4×2 cm程度で、6 cmを超えることはない。この卵殻はヨーロッパの沿岸で普通に見られる。孵化までの期間は水温に影響されるが、5-11ヶ月。出生時は9-10cmである。産卵は年中行われるが、地域によって異なる季節的パターンがある。例えば、フランスの地中海岸では3-6月と10月、ブリテン島周辺では春と8-10月、チュニジア沿岸では春から始まり、夏にピークとなって秋に減少する。雄は37.1-48.8 cm、雌は36.4-46.7 cmで性成熟する。

### 摂餌
主に十脚類と魚を食べるが、他にも軟体動物・棘皮動物・多毛類・甲殻類・ホシムシ・ホヤなど様々な動物を日和見的に捕食する。成長とともに餌の好みは変化し、幼体は小型甲殻類を好むが、成長するとヤドカリや軟体動物を好むようになる。利用できる獲物が増えることから、夏季に最も摂餌活動が活発になることが観察されている。雌雄間での摂餌傾向の差は見られない。行動学的研究では、'scale rasping'という摂餌行動が観察されている。これは、皮膚にある歯のような構造によって尾の辺りに接触した獲物を引っ掛け、頭部を急速に回して噛み千切るものである。体が細長いことも、このような捕食方法を可能としている要因となる。また、皮膚の棘は捕食者や寄生虫、摩擦などから体を保護する機能もある。

## 人との関わり

### モデル生物
本種は次の理由から、発生学におけるモデル生物として適していると考えられている。
- 欧州沿岸で大量に漁獲でき、板鰓類では唯一、様々な発生段階の卵を年中得ることができる[11]。
- 体内受精を行うが、胞胚腔形成前の発生の初期段階で産卵が行われる。卵は曝気した海水のみでも正常に発生する[12]。
- 実験室内で扱いやすい大きさである。
- 原腸形成から神経胚形成まで、5つのステージがよく識別されている[12]。

### 保護
北東大西洋と地中海において最も豊富な板鰓類である。沿岸漁業では食用に利用されることがあるが、商業漁業や釣り人によって捕獲された個体は海に帰されることが多い。海に帰された後の生存率は非常に高く、98%に達する。いくつかの地域では個体群の減少が起こっている可能性もあるが、調査では、分布域全体の個体数は安定しているか増加しているという結果が得られている。これらの理由から、IUCNは保全状況を軽度懸念としている。現在、特に保護活動は行われていないが、将来的な減少の可能性に備え、水揚げや廃棄量の継続的な監視が必要である。